# Transporter 2
Transporter 2 és una pel·lícula dels Estats Units i França, dirigida per Louis Leterrier el 2005, i protagonitzada per Keith David, Jason Flemyng, Matthew Modine, François Berléand, Alessandro Gassman, Jason Statham, Amber Valletta, Kate Nauta, Hunter Clary, Shannon Briggs i Marty Wright. Aquesta pel·lícula està doblada al català. Jason Statham torna al paper de Frank Martin, un « transporter » professional que lliura paquets sense fer preguntes. Per a aquesta nova missió situada a Miami, a Florida, és el xofer d'un jove noi qui s'ha segrestat. Frank s'hi posa amb la finalitat de salvar-ho.
Es va tractar de la continuació del primer opus de la trilogia, estrenada l'any 2002. La va seguir Transporter 3 l'any 2008, i a continuació d'una sèrie televisada l'any 2012 i d'un reboot, The Transporter: Refueled, l'any 2015.
Com el seu predecessor, el film obté una acollida critica regular però és un èxit al box-office permetent informar més de 85 milions de dòlars.

## Argument
A Miami, Frank s'ocupa de portar el petit Jack Billings a l'escola durant un mes per a ajudar els seus pares. Però el seu pare, ric polític, està fortament implicat en la lluita antidroga. Un mercenari a sou del càrtel colombià inocula al jove un virus mortal i terriblement contagiós. Frank ha fet la promesa al nen de no deixar que ningú li faci mal.

## Repartiment
- Jason Statham: Frank Martin
- Alessandro Gassmann: Gianni Chellini
- Amber Valletta: Audrey Billings
- Kate Nauta: Lola
- Matthew Modine: Jefferson « Jeff » Billings
- Jason Flemyng: Dimitri
- Keith David: Stappleton
- Hunter Clary: Jack Billings
- Shannon Briggs: Max
- François Berléand: l'inspector Tarconi
- Raymond Tong: Rastaman
- George Kapetan: el metge Sonovich
- Gregg Weiner: Tipov
- Marty Wright: un comando
- AnnaLynne McCord: la lladre de cotxe al pàrquing al començament del film
- Tim Ware: Hoffman
- Andy Horne: el metge Koblin
- Vincent De Paul: el cap de seguretat de Billings (no surt als crèdits)

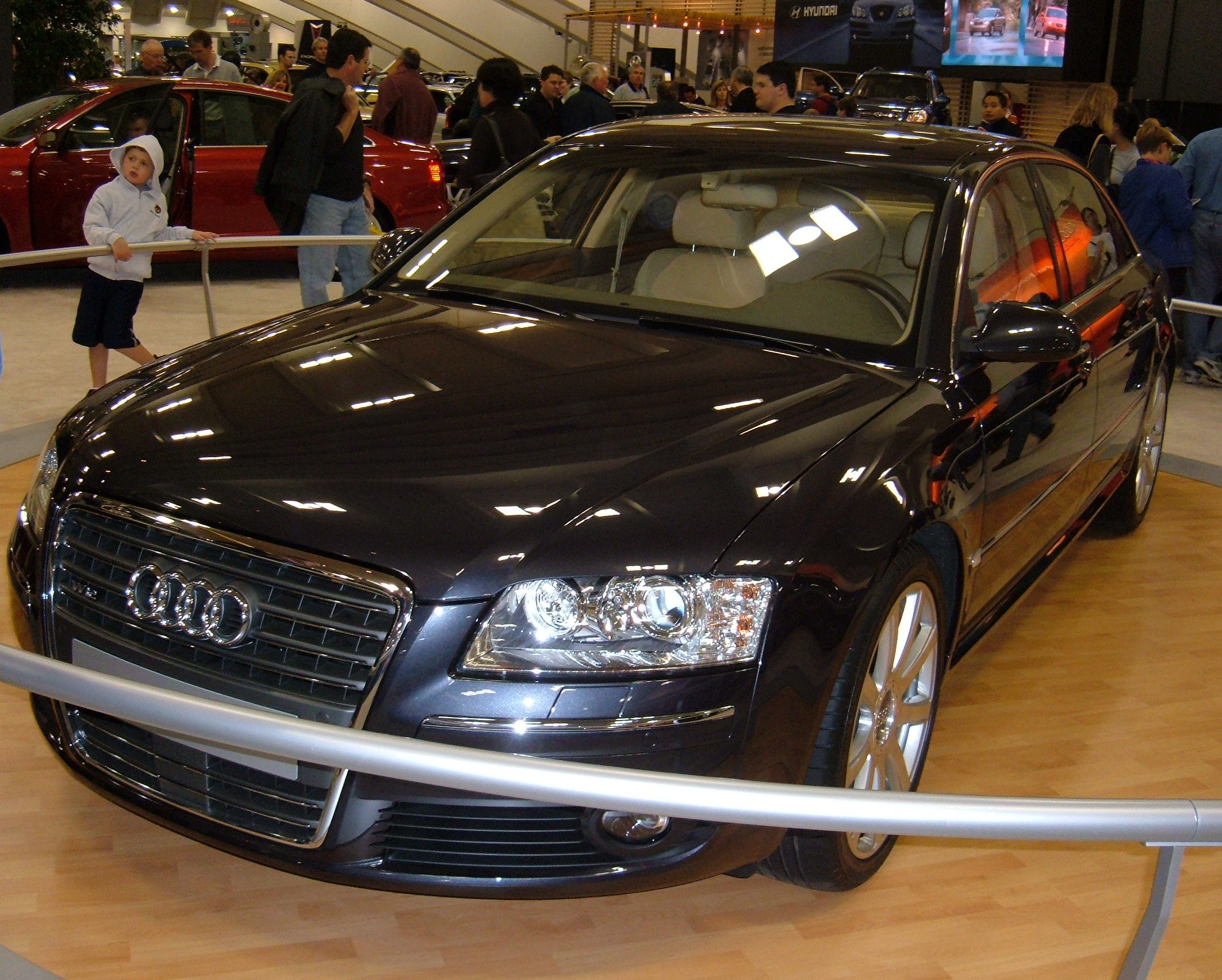
Un Audi A8 W12 negre, cotxe utilitzat al film.

## Producció
Quan la 20th Century Fox, el distribuidor americà, treu El Transporteur en octubre 2002, el film esdevé un èxit a tot el món. Produït i co-escrit pel cineasta Luc Besson, The Transporter obté un èxit encara més gran en el moment de la seva sortida en DVD. Al mateix temps, el film llança la carrera de Jason Statham com a nova star dels films d'acció de Hollywood, on el paper de Frank Martin esdevé la signatura de Statham. Aquest declara: 
| « | per tot arreu on anava, la gent em deien quant els agradava The Transporter i el caràcter de Frank Martin com a transporter és un paper particularment important per a mi perquè ha influït la meva carrera més que qualsevol altre film. | » |

Amb l'èxit mundial del Transporteur i l'emergència de Statham com una estrella de film d'acció, no estava prevista una continuació. No obstant això, Luc Besson veu el Transporter 2 com un esdeveniment de cinema superant l'original a l'escala i al nivell de l'emoció. Malgrat l'èxit del primer film i la pressa dels cineastes de reunir-se per a un segon film, la producció resulta complicada de posar en marxa, Statham està molt demanat. El realitzador Louis Leterrier, que havia acabat el film Danny the Dog, estava investigant altres projectes, i Corey Yuen, que ha corealitzat el primer film, estava ocupat en diversos films.

Finalment, el calendari de Statham permet de fer el film. Statham descrit que 
| « | Frank ha evolucionat des del primer film. Hi ha molt més en joc, sobretot emocionalment | » |

. L'actor ha apreciat la barreja del costat suau i més sever del personatge: 
| « | un dia, faig una escena emocional enfront d'Amber Valletta i l'endemà faig una escena de combat enfront d'una banda | » |

. Statham, que no volia un especialista, per les més intenses escenes d'acció del film, es delectava en l'aspecte físic del personatge. Segons l'actor, que condueix un Audi A8 W12 negra
El Transporteur 2 ha trobat una acollida critica regular. En el lloc Rotten Tomatoes, obté un resultat del 52 % per a un total de 120 crítiques i una nota mitjana de 5.4⁄10, el consens del lloc va concloure que el film ofereix una continuació elegant i més objectiva del Transporter i que és exageradament divertint per als fans del primer film. A Metacritic, el film obté un resultat de 56 sobre 100, sobre la base de 29 crítiques, indicant parers generalment regulars.